# Астіоха
Астіоха (грец. Αστυόχη) — дочка Лаомедонта і Стрімо (варіант: Плакаї або Левкіппи). За «Малою Іліадою», мати Евріпіла, яка послала сина на допомогу Пріамові з вдячності за те, що він подарував їй виноградну лозу. За іншою версією, Астіоха спалила грецькі кораблі, коли її як бранку греки везли до Італії.
В інших джерелах дружина Телефа носить ім'я Гіера. Вона була дуже високого зросту, красивіша Єлени, в бою командувала жінками Місії і була вбита Нереєм. Це амазонка, народила від Телефа Тіррена та Тархона.
Також Астіоха - донька Сімоенда, дружина короля Трої Ерихтонія і мати Троя.